# Coupe d'Asie des clubs champions 1986
Navigation
Édition précédente Édition suivante
La Coupe d'Asie des clubs champions 1986 est la sixième édition de la Coupe d'Asie des clubs champions, qui oppose les champions nationaux de vingt-quatre nations membres de l'AFC. Les formations s'engagent dans des éliminatoires, sur deux tours, qui débouchent sur une phase finale à quatre, disputée à Riyad en Arabie saoudite du 26 au 30 décembre 1986.
C'esl le club japonais de Furukawa Electric FC, qui termine en tête de la poule finale, devançant les Saoudiens d'Al-Hilal FC et Liaoning FC de Chine. C'est le premier succès en Coupe d'Asie pour le club.

## Tours préliminaires
Les résultats des groupes éliminatoires sont incomplets à ce jour.

### Groupe 1
Le groupe 1 oppose le champion du Yémen du Sud, le Police FC à une autre formation. À la suite du forfait de son adversaire, le club se qualifie pour la deuxième phase.

### Groupe 2
| Équipe 1            | Résultat | Équipe 2  |
| ------------------- | -------- | --------- |
| Al Wehda Club Sanaa | 1 - 2    | Talaba SC |

### Groupe 3
- Matchs disputés à Manama à Bahreïn, dans le cadre de la Coupe du golfe des clubs champions 1986.

| Rang | Équipe               | Pts | J | G | N | P | Bp | Bc | Diff |
| ---- | -------------------- | --- | - | - | - | - | -- | -- | ---- |
| 1    | Al-Hilal FC          |     |   |   |   |   |    |    |      |
| 2    | Al-Arabi SC          |     |   |   |   |   |    |    |      |
|      | Al Wasl Dubaï        |     |   |   |   |   |    |    |      |
|      | Al-Arabi Sports Club |     |   |   |   |   |    |    |      |
|      | Dhofar Club          |     |   |   |   |   |    |    |      |

### Groupe 4
- Matchs disputés à Colombo au Sri Lanka.

| Rang | Équipe                | Pts | J | G | N | P | Bp | Bc | Diff |  | Résultats (▼ dom., ► ext.) |  |     |     |      |
| ---- | --------------------- | --- | - | - | - | - | -- | -- | ---- |  | -------------------------- |  | --- | --- | ---- |
| 1    | Malavan FC            | 5   | 3 | 2 | 1 | 0 | 20 | 1  | +19  |  | Malavan FC                 |  | 1-1 | 7-0 | 13-0 |
| 2    | Saunders SC           | 1   | 1 | 0 | 1 | 0 | 1  | 1  | 0    |  | Saunders SC                |  |     |     |      |
| 3    | Habib Bank Limited FC | 0   | 1 | 0 | 0 | 1 | 0  | 7  | -7   |  | Habib Bank Limited FC      |  |     |     |      |
| 4    | Victory SC            | 0   | 1 | 0 | 0 | 1 | 0  | 13 | -13  |  | Victory SC                 |  |     |     |      |

### Groupe 5
- Matchs disputés à Bangkok, en Thaïlande.

| Équipe 1    | Résultat | Équipe 2                      | Aller | Retour |
| ----------- | -------- | ----------------------------- | ----- | ------ |
| Selangor FA | 2 - 0    | Port Authority of Thailand FC | 1 - 0 | 1 - 0  |

### Groupe 6
- Matchs disputés à Brunei.

| Rang | Équipe                      | Pts | J | G | N | P | Bp | Bc | Diff |
| ---- | --------------------------- | --- | - | - | - | - | -- | -- | ---- |
| 1    | PS Krama Yudha Tiga Berlian |     |   |   |   |   |    |    |      |
|      | Daerah Brunei               |     |   |   |   |   |    |    |      |
|      | Philippine Air Force FC     |     |   |   |   |   |    |    |      |

### Groupe 7
| Équipe 1             | Résultat | Équipe 2    | Aller | Retour |
| -------------------- | -------- | ----------- | ----- | ------ |
| Furukawa Electric FC | -        | exempt      | -     | -      |
| April 25 SC          | 0 - 1    | Liaoning FC | 0 - 0 | 0 - 1  |

### Groupe 8
- Matchs disputés à Hong Kong.

| Rang | Équipe                         | Pts | J | G | N | P | Bp | Bc | Diff |  | Résultats (▼ dom., ► ext.)     |  |     |     |
| ---- | ------------------------------ | --- | - | - | - | - | -- | -- | ---- |  | ------------------------------ |  | --- | --- |
| 1    | South China AA                 | 4   | 2 | 2 | 0 | 0 | 3  | 0  | +3   |  | South China AA                 |  | 1-0 | 2-0 |
| 2    | Hap Kuan                       | 2   | 2 | 1 | 0 | 1 | 2  | 1  | +1   |  | Hap Kuan                       |  |     | 2-0 |
| 3    | Lucky-Goldstar Hwangso forfait | 0   | 2 | 0 | 0 | 2 | 0  | 4  | -4   |  | Lucky-Goldstar Hwangso forfait |  |     |     |

## Seconde phase
Les douze équipes qualifiées sont réparties en 4 poules de trois. Le premier de chaque groupe se qualifie pour la poule finale.

### Groupe A
- Matchs disputés à Bagdad, en Irak.

| Rang | Équipe               | Pts | J | G | N | P | Bp | Bc | Diff |  | Résultats (▼ dom., ► ext.) |  |     |     |
| ---- | -------------------- | --- | - | - | - | - | -- | -- | ---- |  | -------------------------- |  | --- | --- |
| 1    | Talaba SC            | 4   | 2 | 2 | 0 | 0 | 6  | 0  | +6   |  | Talaba SC                  |  | 2-0 | 4-0 |
| 2    | Al-Arabi Sports Club | 2   | 2 | 1 | 0 | 1 | 9  | 2  | +7   |  | Al-Arabi Sports Club       |  |     | 9-0 |
| 3    | Saunders SC          | 0   | 2 | 0 | 0 | 2 | 0  | 13 | -13  |  | Saunders SC                |  |     |     |

### Groupe B
- Matchs disputés à Riyad, en Arabie saoudite.

| Rang | Équipe             | Pts | J | G | N | P | Bp | Bc | Diff |  | Résultats (▼ dom., ► ext.) |     | Drapeau : République démocratique populaire du Yémen |
| ---- | ------------------ | --- | - | - | - | - | -- | -- | ---- |  | -------------------------- | --- | ---------------------------------------------------- |
| 1    | Al-Hilal FC        | 4   | 2 | 2 | 0 | 0 | 7  | 0  | +7   |  | Al-Hilal FC                |     | 2-0                                                  |
| 2    | Police FC          | 2   | 2 | 1 | 0 | 1 | 7  | 3  | +4   |  | Police FC                  | 0-5 |                                                      |
| 3    | Malavan FC forfait |     |   |   |   |   |    |    |      |  |                            |     |                                                      |

### Groupe C
- Matchs disputés à Hong Kong.

| Rang | Équipe                      | Pts | J | G | N | P | Bp | Bc | Diff |  | Résultats (▼ dom., ► ext.)  |  |     |     |
| ---- | --------------------------- | --- | - | - | - | - | -- | -- | ---- |  | --------------------------- |  | --- | --- |
| 1    | Liaoning FC                 | 3   | 2 | 1 | 1 | 0 | 1  | 0  | +1   |  | Liaoning FC                 |  | 0-0 | 1-0 |
| 2    | PS Krama Yudha Tiga Berlian | 2   | 2 | 0 | 2 | 0 | 1  | 1  | 0    |  | PS Krama Yudha Tiga Berlian |  |     | 1-1 |
| 3    | South China AA              | 1   | 2 | 0 | 1 | 1 | 0  | 1  | -1   |  | South China AA              |  |     |     |

### Groupe D
- Matchs disputés à Kuala Lumpur, en Malaisie.

| Rang | Équipe               | Pts | J | G | N | P | Bp | Bc | Diff |  | Résultats (▼ dom., ► ext.) |  |     |     |
| ---- | -------------------- | --- | - | - | - | - | -- | -- | ---- |  | -------------------------- |  | --- | --- |
| 1    | Furukawa Electric FC | 4   | 2 | 2 | 0 | 0 | 5  | 2  | +3   |  | Furukawa Electric FC       |  | 2-1 | 3-1 |
| 2    | Selangor FA          | 2   | 2 | 1 | 0 | 1 | 6  | 2  | +4   |  | Selangor FA                |  |     | 5-0 |
| 3    | Hap Kuan             | 0   | 2 | 0 | 0 | 2 | 1  | 8  | -7   |  | Hap Kuan                   |  |     |     |

## Poule finale
- Matchs disputés à Riyad, en Arabie saoudite.

| Rang | Équipe               | Pts | J | G | N | P | Bp | Bc | Diff |  | Résultats (▼ dom., ► ext.) |  |     |     |     |
| ---- | -------------------- | --- | - | - | - | - | -- | -- | ---- |  | -------------------------- |  | --- | --- | --- |
| 1    | Furukawa Electric FC | 6   | 3 | 3 | 0 | 0 | 7  | 3  | +4   |  | Furukawa Electric FC       |  | 4-3 | 1-0 | 2-0 |
| 2    | Al-Hilal FC          | 4   | 3 | 2 | 0 | 1 | 6  | 5  | +1   |  | Al-Hilal FC                |  |     | 2-1 | 2-1 |
| 3    | Liaoning FC          | 1   | 3 | 0 | 1 | 2 | 2  | 4  | -2   |  | Liaoning FC                |  |     |     | 2-2 |
| 4    | Talaba SC            | 1   | 3 | 0 | 1 | 2 | 3  | 6  | -3   |  | Talaba SC                  |  |     |     |     |